# Joe Mande
Joseph "Joe" Mande (Albuquerque, 16 maart 1983) is een Amerikaans acteur.

## Filmografie
- The Good Place (2017-2018) als Toddrick "Todd" Hemple
- Modern Family (2015-2017) als Ben
- The Disaster Artist (2017) als Todd
- Love (2016) als Jeffrey
- Animals. (2016) als Branch
- Brooklyn Nine-Nine (2014-2016) als Isaac
- Parks and Recreation (2012-2015) als Morris Lerpiss
- The Interview (2014) als Joe
- Kroll Show (2013) als Elon Faizon
- Money From Strangers (2012) als onbekende rol
- Yeti: A Love Story (2006) als Joe

- Bibsys: 10082464
- Library of Congress Control Number: n2009072342
- MusicBrainz: 08d89a0c-28b7-4c8c-80a2-e813e689272e
- Virtual International Authority File: 274039532
- WorldCat: E39PBJqqtC7thcygXYp4hP4g8C